# Yiannis Kouros
Yiannis Kouros (tiếng Hy Lạp: Γιάννης Κούρος; sinh ngày 13 tháng 2 năm 1956 tại Tripoli, Hy Lạp) là một vận động viên chạy ultramarathon người Hy Lạp sống tại Hy Lạp. Ông đôi khi được gọi là "Thần chạy" hoặc "Pheidippides 'kế vị". Ông giữ kỷ lục thế giới đường ngoài trời nhiều nam giới từ 100 đến 1.000 dặm và nhiều hồ sơ đường bộ và theo dõi từ 12 giờ đến 6 ngày. Năm 1991, anh đóng vai Pheidippides trong bộ phim The Story of the Marathon: A Hero's Journey, bộ phim ghi lại lịch sử của môn chạy marathon.
Kouros trở nên nổi tiếng khi anh vô địch Spartathlon năm 1984 với thời gian kỷ lục  và giải Ultramarathon Sydney đến Melbourne năm 1985 với thời gian kỷ lục 5 ngày, 5 giờ, 7 phút và 6 giây. Anh đã đánh bại kỷ lục trước đó do Cliff Young nắm giữ. Kouros giữ quốc tịch Úc cho một phần sự nghiệp chạy bộ của mình và được giới thiệu vào Đại sảnh Danh vọng của Hiệp hội Vận động viên chạy bộ Úc vào năm 2019.
Kouros nói rằng bí quyết của anh ấy là "khi người khác cảm thấy mệt mỏi, họ sẽ dừng lại. Tôi thì không. Tôi chiếm lấy cơ thể mình bằng trí óc. Tôi nói với nó rằng nó không mệt và nó sẽ lắng nghe."
Kouros cũng đã viết hơn 1.000 bài thơ, một số bài thơ trong số đó xuất hiện trong các cuốn sách Symblegmata (Cluster) và The Six-Day Run of the Century của ông.